# زیر استان اوگاساوارا

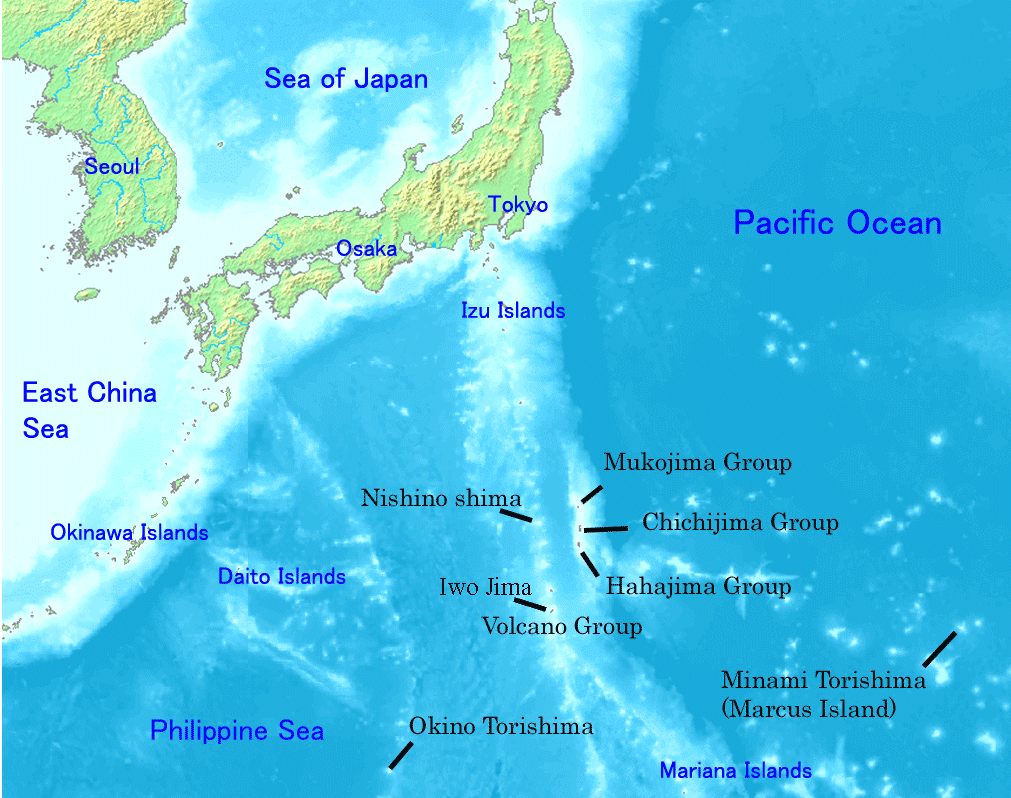
جزایر فرعی اوگاساوارا از یک خط الراس اقیانوسی در جنوب جزایر ایزو و توکیو در هونشو در مجمع الجزایر ژاپن پیروی می‌کنند.

زیر استان اوگاساوارا (به ژاپنی: 小笠原支庁, Ogasawara-shichō) یک زیر استان از دولت شهری توکیو در ژاپن است. این استان جزایر اوگاساوارا و جزایر کازان و سه جزیره جدا شده ("مجمع الجزایر اوگاساوارا") را در بر می‌گیرد و با روستای اوگاساوارامورا هم‌مرز است.